# Skotské moře
Skotské moře (anglicky Inner Seas off the West Coast of Scotland) je moře u západního pobřeží Skotska a severního pobřeží Irska. Zahrnuje mořské úžiny, zálivy a ostrovy od ostrova Lewis a Harris na severu až po Severní průliv mezi Skotskem a Irskem na jihu. 